# Johan David Åkerblad

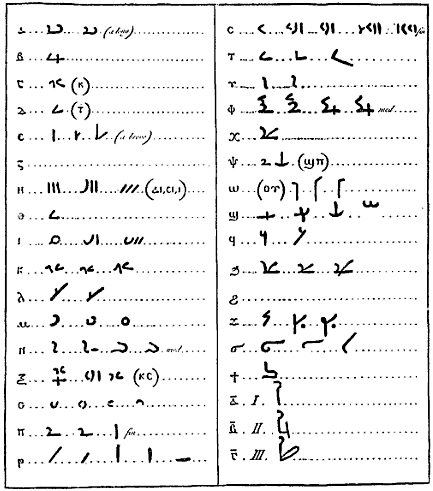
Taula de caràcters fonètics demòtics i els seus equivalents coptes de Johan Åkerblad (1802)

Johan David Åkerblad (6 de maig de 1763, Estocolm – 7 de febrer de 1819, Roma) va ser un diplomàtic i orientalista suec.

## Trajectòria
El 1778 va començar els seus estudis de llengües clàssiques i orientals a la Universitat d' Uppsala. El 1782 va defensar la seva tesi de grau davant el professor Eric Michael Fant. A partir de 1783, va millorar les seves habilitats lingüístiques a la cancelleria reial sueca a Constantinoble.
A partir de 1784 va ser diplomàtic a Àsia Menor, Síria, Palestina, Egipte i el nord d'Àfrica.
Des de 1800 va dur a terme investigacions a la Universitat de Göttingen, i en altres centres educatius de París, La Haia i Roma. Es va centrar en l'estudi de l'antic egipci. També va reunir material per a un diccionari de llengua copta.

## Investigació de la pedra de Rosetta
Mentre estava a París, va ser alumne de Silvestre de Sacy. La investigació de Sacy sobre la Pedra Rosetta va donar lloc a què pogués llegir cinc noms, com ara "Alexandros⁣". Això va ser explicat per ell el 1802. Åkerblad va assumir el seu treball, i la seva principal contribució en aquesta àrea es va publicar el mateix any a París.
Åkerblad va aconseguir identificar tots els noms propis del text demòtic en només dos mesos. També va poder llegir paraules com "grec", "temple" i "egipci" i va descobrir el valor sonor correcte a partir de 14 dels 29 signes, però va creure erròniament que els jeroglífics demòtics eren completament alfabètics. Una de les seves estratègies de comparar el demòtic amb el copte es va convertir més tard en una clau en el desxiframent final de Champollion de l'escriptura jeroglífica i la llengua de l'Antic Egipte.
El 1810, Åkerblad va enviar la seva obra titulada MÉMOIRE: Sur les noms coptes de quelques villes et villages d'Égypte per la seva publicació a Sacy. No obstant això, malauradament, la seva publicació es va retardar, i no es va publicar fins al 1834. Alguns estudiosos van veure en aquest retard motivacions polítiques o personals.
Els seus últims dies els va passar a Roma on va rebre el suport d'⁣Elizabeth Cavendish, la duquessa de Devonshire, i d'altres que admiraven el seu talent.

## Obres publicades
- Johan David Åkerblad, Lettre sur l'inscription Égyptienne de Rosette: adressée au citoyen Silvestre de Sacy, Professeur de langue arabe à l'École spéciale des langues orientales vivantes, etc.; Reponse du citoyen Silvestre de Sacy . París: L'imprimerie de la République, 1802
- Om det sittande Marmorlejonet i Venedig (1800–3)[9]
- 1802: Inscriptionis phoenicieæ Oxoniensis nova interpretatio
- 1804: Lettre sur une inscription phénicienne, trouvée à Athenes
- 1804: Notice sur deux inscriptions en caractères runiques, trouvées à Venise et sur les Varanges, avec les remarques de M. d'Ansse de Villoison
- 1811: Sopra due laminette di bronzo trovate ne' contorni di Atene. Dissertazione letta nell'accademia libera d'archeologia al campidoglio li 30. Giugno 1811 Digitalisat a Google Books
- 1813: Inscrizione greca sopra una lamina di piombo, trovata in un sepolcro nelle vicinanze d'Atene
- 1817: Lettre à M:r le cheval. Italinsky sur une inscription phénicienne
- Johan David Åkerblad, MÉMOIRE: Sur les noms coptes de quelques villes et villages d'Égypte. Journal asiatique, 1834, vol. XIII p337